# Live at River Plate
Live at River Plate es el último DVD en vivo de AC/DC, que documenta el Black Ice World Tour. Este nuevo material contiene imágenes de los tres conciertos brindados en diciembre de 2009 en el Estadio Monumental en Buenos Aires, Argentina. Cuenta con la dirección de David Mallet y Rocky Oldham como productor. Para la grabación se utilizaron 32 cámaras HD. La compañía On Sight fue la responsable de la filmación, y la producción por
parte del laboratorio HD Serpent Productions.
El DVD debutó en el primer lugar de las listas en 17 países diferentes, incluyendo: Estados Unidos, Reino Unido, Alemania, Francia, España, Australia, Argentina, Perú, Canadá, Irlanda, Bélgica, Nueva Zelanda, Suecia, Austria, Chile, Hungría, Finlandia e Italia.

## Publicación
Live At River Plate fue publicado en versión DVD y Blu-Ray el 10 de mayo de 2011. Además de las tomas en vivo, se incluyen entrevistas con los miembros de la banda y los fanes en un documental llamado The Fan, The Roadie, The Guitar Tech & The Meat.
El 13 de abril se realizó en el local El Teatro (sede Colegiales) de la Ciudad de Buenos Aires la Avant Premiere del DVD para 750 fanáticos y 250 invitados especiales. Una nueva avant premiere se realizó el día 6 de mayo en Londres con la presencia de los miembros de la banda.
El 15 de abril se publicó Thunderstruck, el primer videoclip extraído del recital, de AC/DC

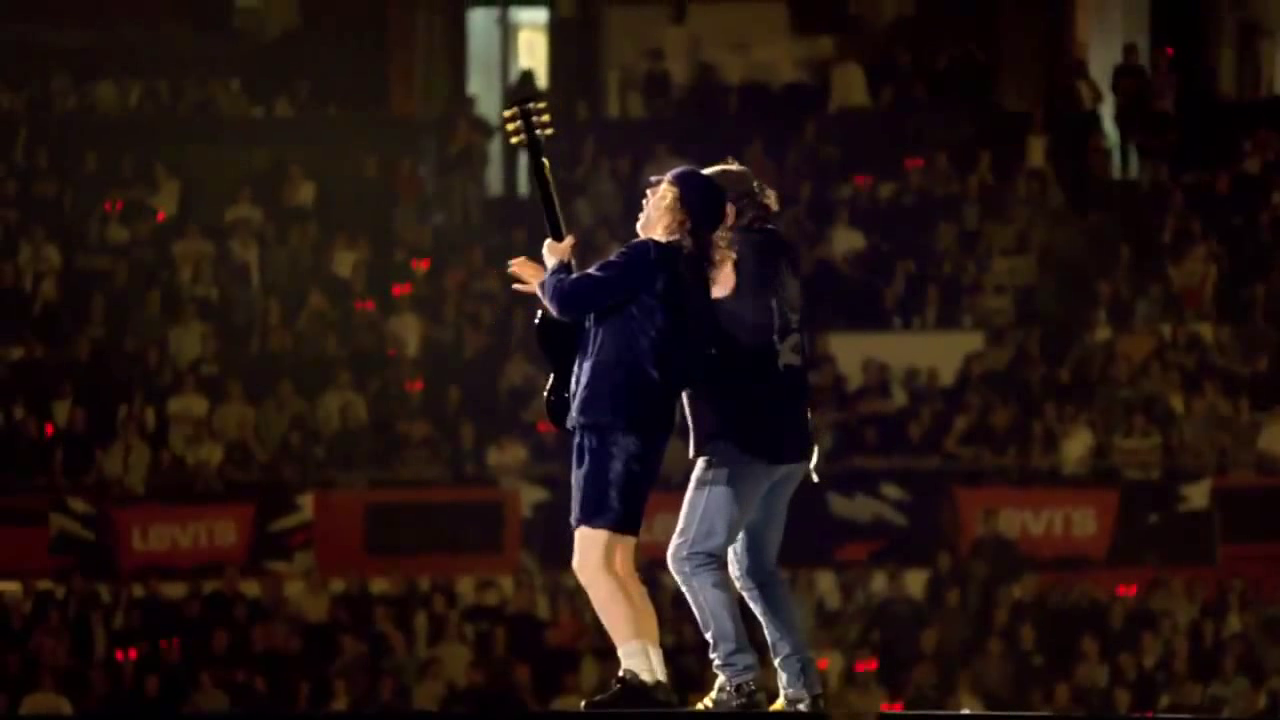
AC/DC en River Plate.

El 16 de abril se puso a la venta el vinilo "AC/DC Live At River Plate", el cual contiene los temas Shoot to Thrill y War Machine.
El 12 de octubre de 2011 fue premiado como el mejor DVD musical, en la ceremonia anual de los ARIA Music Awards, en Australia.
El 20 de noviembre de 2012, sale a la venta, el CD en vivo "AC/DC Live At River Plate". El disco es doble, con diferentes portadas, incluyendo todas las canciones tocadas en Buenos Aires, Argentina. También fue lanzado en una edición especial en formato LP.

## Repertorio
1. "Rock 'n' Roll Train"
2. "Hell Ain't A Bad Place To Be"
3. "Back in Black"
4. "Big Jack"
5. "Dirty Deeds Done Dirt Cheap"
6. "Shot Down in Flames"
7. "Thunderstruck"
8. "Black Ice"
9. "The Jack"
10. "Hells Bells"
11. "Shoot to Thrill"
12. "War Machine"
13. "Dog Eat Dog"
14. "You Shook Me All Night Long"
15. "T.N.T."
16. "Whole Lotta Rosie"
17. "Let There Be Rock"
18. "Highway to Hell"
19. "For Those About to Rock (We Salute You)"

## Personal

### AC/DC
- Angus Young - Guitarra principal (coros en TNT y Dirty Deeds Done Dirt Cheap)
- Malcolm Young - Guitarra rítmica y coros
- Brian Johnson - Voz
- Cliff Williams - Bajo y coros
- Phil Rudd - Batería

### Producción
- David Mallet - Director
- Rocky Oldham - Productor

## Posicionamiento en las listas
| Lista (2011)                        | Posición |
| ----------------------------------- | -------- |
| Australian Music DVDs Chart         | 2        |
| Belgian (Flanders) Music DVDs Chart | 10       |
| Belgian (Wallonia) Music DVDs Chart | 5        |
| Dutch Music DVDs Chart              | 19       |
| German Albums Chart                 | 37       |
| Irish Music DVDs Chart              | 6        |

| País      | Lista                 | Posición máxima alcanzada | Fuente |
| --------- | --------------------- | ------------------------- | ------ |
| Argentina | CAPIF ranking mensual | 7 (noviembre de 2012)     | [ 15 ] |

## Certificaciones
| País | Certificación | Ventas  |
| --- | ------------- | ------- |
| Australia (ARIA) | 4× Platino    | 60,000^ |
| Austria (IFPI Austria) | Oro           | 5,000x  |
| Finlandia (Musiikkituottajat) | Oro           | 6,265   |
| Francia (SNEP) | Diamante      | 60,000  |
| Alemania (BVMI) | 2× Platino    | 100,000 |
| Irlanda (IRMA) | Oro           | 2,000   |
| Nueva Zelanda (RMNZ) | Oro           | 2,500   |
| Polonia (ZPAV) | Oro           | 5,000   |
| *las cifras de ventas sobre la base de la certificación por sí sola ^cifras de envíos sobre la base de la certificación por sí sola xcifras no especificadas sobre base de la certificación por sí sola |               |         |